# Museo del horror
Museo del horror es una película mexicana de suspenso, misterio y terror de 1964 dirigida por Rafael Baledón y protagonizada por Julio Alemán, Patricia Conde y Joaquín Cordero.

## Argumento
Cuando muchas mujeres desaparecen en circunstancias misteriosas, y esto genera un clima de terror y paranoia en toda la población de una ciudad, todas las pistas apuntan al mismo museo.

## Reparto
- Julio Alemán como Dr. Raúl.
- Patricia Conde como Marta.
- Joaquín Cordero como Luis.
- Olivia Michel como Norma Ramos.
- Carlos López Moctezuma como Profesor Abramov.
- David Reynoso como Comisario.
- Emma Roldán como Doña Leonor.
- Sonia Infante como Sonia.
- Armando Soto La Marina "El Chicote" como Lencho (como Arturo Soto la Marina "El Chicote").
- Julián de Meriche como Detective de policía.
- Arturo Castro como Gendarme (como Arturo Castro "Bigotón").
- Carlos León como Detective de policía.
- Guillermo Bravo Sosa como Velador (no acreditado).
- José Dupeyrón como Ladrón de tumbas (no acreditado).
- Jesús Gómez como Policía (no acreditado).
- Leonor Gómez como Sirvienta (no acreditada).
- Vicente Lara como Ladrón de tumbas (no acreditado).
- José Pardavé como Doctor (no acreditado).

## Producción
La película fue influenciada por House of Wax. La misma presenta imágenes de archivo de la película italiana de péplum de 1961 Hércules en el centro de la Tierra.

## Recepción
Vicente Muñoz Álvarez en Cult Movies 2. Películas para la penumbra dijo de la película «Ingenua en su planteamiento, apresurada en su desarrollo y torpe en su desenlace, Museo del horror, sin embargo, transmite a la perfección el espíritu de la mejor literatura pulp y cine de serie B de la época».